# Révolte de Firmus
Guerres romano-berbères
Batailles
La révolte de Firmus est un soulèvement majeur survenu entre 372 et 375 apr. J.-C. dans les provinces africaines de l'Empire romain, en particulier en Maurétanie Césarienne (actuelle Algérie). Elle fut menée par Firmus, un aristocrate et chef militaire berbère, contre l'autorité du comte d'Afrique Romanus, accusé de corruption, d’abus de pouvoir et d'inaction face à l'insécurité. Ce soulèvement révèle les tensions entre les élites indigènes romanisées et l'administration impériale à la fin de l'Antiquité.

## Contexte
Au IVe siècle, les provinces d'Afrique romaine souffraient d’un affaiblissement du pouvoir impérial. La Maurétanie Césarienne, loin de Rome et livrée aux abus de certains gouverneurs, voyait la montée en puissance de chefs berbères christianisés, intégrés à l'administration romaine.
Firmus appartenait à cette aristocratie locale. Son père, Nubel, était un notable berbère loyal à Rome. À la mort de Nubel, un conflit de succession éclata entre Firmus et son frère Zammac. Le comte Romanus soutint ce dernier, ce qui déclencha la révolte,.

## Déroulement
En 372, Firmus élimina Zammac et rassembla une coalition de tribus berbères et de cités africaines. Il fut parfois présenté comme favorable au christianisme donatiste, ce qui lui valut le soutien de groupes opposés à l'administration impériale. L'empereur Valens envoya en Afrique le général Théodose l'Ancien, père du futur empereur Théodose Ier. 
La période de conflit débuta avec le débarquement de Théodose, parti de Lugdunum (l’actuelle Lyon), à Igilgili (aujourd’hui Jijel). Il prit le commandement des troupes africaines de l’armée romaine et établit son quartier général à Tubusuptu (actuelle Tiklat dans la commune d'El-Kseur). Cette guerre, qui dura trois années, s’acheva par la destruction de la forteresse de Petra (actuelle Makou près de Béjaïa).
Théodose mena une campagne méthodique, alternant la diplomatie et la répression. Il obtint la soumission de nombreuses tribus et rétablit l'autorité romaine sur les zones insoumises.
Firmus se réfugia auprès d’un chef saharien nommé Igmazen. Refusant de se rendre à Théodose sans garanties, et craignant d'être livré, il se donna la mort en se pendant avec ses cheveux. Son corps fut exhibé publiquement pour symboliser la fin de la rébellion.

## Conséquences
La campagne de Théodose eut plusieurs effets majeurs :
- La révocation et la mise en accusation de Romanus.
- Le renforcement de la présence militaire romaine en Afrique.
- Une politique plus méfiante à l'égard des élites berbères.
- La pacification temporaire de la région, jusqu’à la révolte de Gildon frère de Firmus.

Cette révolte marque un tournant dans les relations entre Rome et les provinces africaines : elle révèle la fragilité de l'empire dans ses marges, et la capacité d'organisations politiques berbères à contester l'ordre impérial.

## Postérité
Firmus est parfois considéré comme une figure proto-nationale de résistance berbère à l'oppression étrangère. Il fut comparé par des auteurs antiques à Jugurtha, par son habileté et sa capacité à mobiliser des soutiens parmi les tribus et les cités.

## Sources et références

### Sources antiques
- Ammien Marcellin, Res Gestae, livre XXIX.
- Zosime, Nouvelle Histoire, livre IV.
- Prosper d'Aquitaine, Chronique.